# José Luis Díaz Hevia
José Luis Díaz Hevia (Gijón, 1927 - Ibidem, 15 de abril de 2020) fue un gerente y directivo español, cofundador del Ateneo Jovellanos.

## Biografía
Nacido en Gijón. Se crio en el barrio del Humedal. Realizó su estudios en el colegio público El Humedal -posteriormente colegio público Jovellanos-. Fue discípulo de Manuel Martínez Blanco, -quien, recibiría la Orden Civil de Alfonso X el Sabio al Mérito Docente-.
Al concluir sus estudios en lo que por aquel entonces se denominaba Cultural General y Administración, comenzó su andadura profesional en la Fábrica de Loza de los Hijos de Antonio Pola, en el barrio de El Cortijo, donde llegó a ser jefe administrativo. Tiempo después, el empresario Luis Alvargonzález, le contrató para que prestara sus servicios en Alvargonzález Contratas, siendo gerente de dicha empresa hasta su jubilación.
Durante su juventud fue secretario de Acción Católica en la parroquia gijonesa de San José. En aquellos años, el párroco era Segundo García Sierra, que llegaría a ser obispo de Barbastro. A través de esta asociación realizó una importante labor caritativa durante la posguerra. Se involucró en la creación de un comedor para gente necesitada. Este ropero parroquial, como se llamó en sus orígenes, estaba situado en la calle Pedro Duro.
En 1953, fue socio fundador del Ateneo Jovellanos, junto con el por aquel entonces rector de la Universidad de Oviedo, Torcuato Fernández-Miranda. También se implicó en el ámbito sociodeportivo, a través del Real Grupo de Cultura Covadonga, siendo directivo (1972-1976). Allí acometió labores publicitarias y de relaciones públicas.
Perteneció al Círculo de Amigos del Foro Jovellanos.
Casado con Rosa María Campa Álvarez, tuvo siete hijos: José Luis, Ignacio, Covadonga, Rosa, Javier, Pablo y Álvaro Díaz Campa.